# Llysfaen
Llysfaen est un village et une communauté du borough de comté de Conwy, au pays de Galles.
Il est situé dans le nord du borough de comté, entre les villes de Colwyn Bay et Abergele. Au recensement de 2011, la communauté de Llysfaen comptait 2 743 habitants.